# Быково (Сергиево-Посадский район)

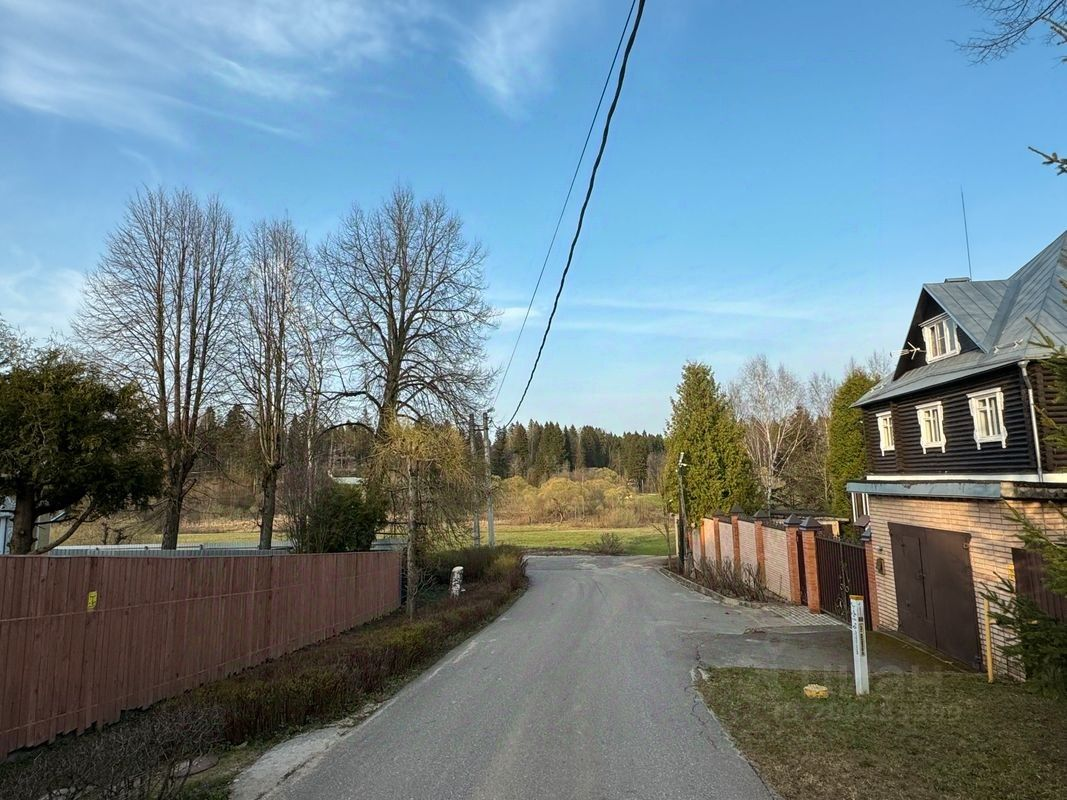
Вид в сторону реки Воря неподалёку от дома номер 1

Быково — деревня в Сергиево-Посадском районе Московской области России, входит в состав городского поселения Хотьково.

## Население
| 1859 | 1890 | 1899 | 1926 | 2002 | 2006 | 2010 |
| ---- | ---- | ---- | ---- | ---- | ---- | ---- |
| 45   | ↗73  | ↘45  | ↗96  | ↘27  | ↗33  | ↗38  |

## География
Деревня Быково расположена на севере Московской области, в юго-западной части Сергиево-Посадского района, примерно в 42 км к северу от Московской кольцевой автодороги, в 13 км к юго-западу от железнодорожной станции Сергиев Посад, по правому берегу реки Вори бассейна Клязьмы.
В 7,5 км юго-восточнее деревни проходит Ярославское шоссе М8, в 13 км к югу — Московское малое кольцо А107, в 17 км к северу — Московское большое кольцо А108, в 27 км к западу — Дмитровское шоссе А104. В 1 км восточнее — линия Ярославского направления Московской железной дороги.
Ближайшие сельские населённые пункты — деревни Жучки и Мутовки, ближайший остановочный пункт — железнодорожная платформа Абрамцево.

## История
В «Списке населённых мест» 1862 года — владельческая деревня 1-го стана Дмитровского уезда Московской губернии по правую сторону Московско-Ярославского шоссе (из Ярославля в Москву), в 30 верстах от уездного города и 13 верстах от становой квартиры, при реке Воре, с 6 дворами и 45 жителями (19 мужчин, 26 женщин).
По данным на 1890 год — деревня Митинской волости 1-го стана Дмитровского уезда с 73 жителями.
В 1913 году — 13 дворов.
По материалам Всесоюзной переписи населения 1926 года — деревня Хотьковского сельсовета Хотьковской волости Сергиевского уезда Московской губернии в 7,5 км от Ярославского шоссе и 3,5 км от станции Хотьково Северной железной дороги, проживало 96 жителей (44 мужчины, 52 женщины), насчитывалось 16 крестьянских хозяйств.
С 1929 года — населённый пункт Московской области в составе:
- Митинского сельсовета Сергиево-Посадского района (1991—1994)[13],
- Митинского сельского округа Сергиево-Посадского района (1994—2006)[14],
- городского поселения Хотьково Сергиево-Посадского района (2006 — н. в.)[15][16].

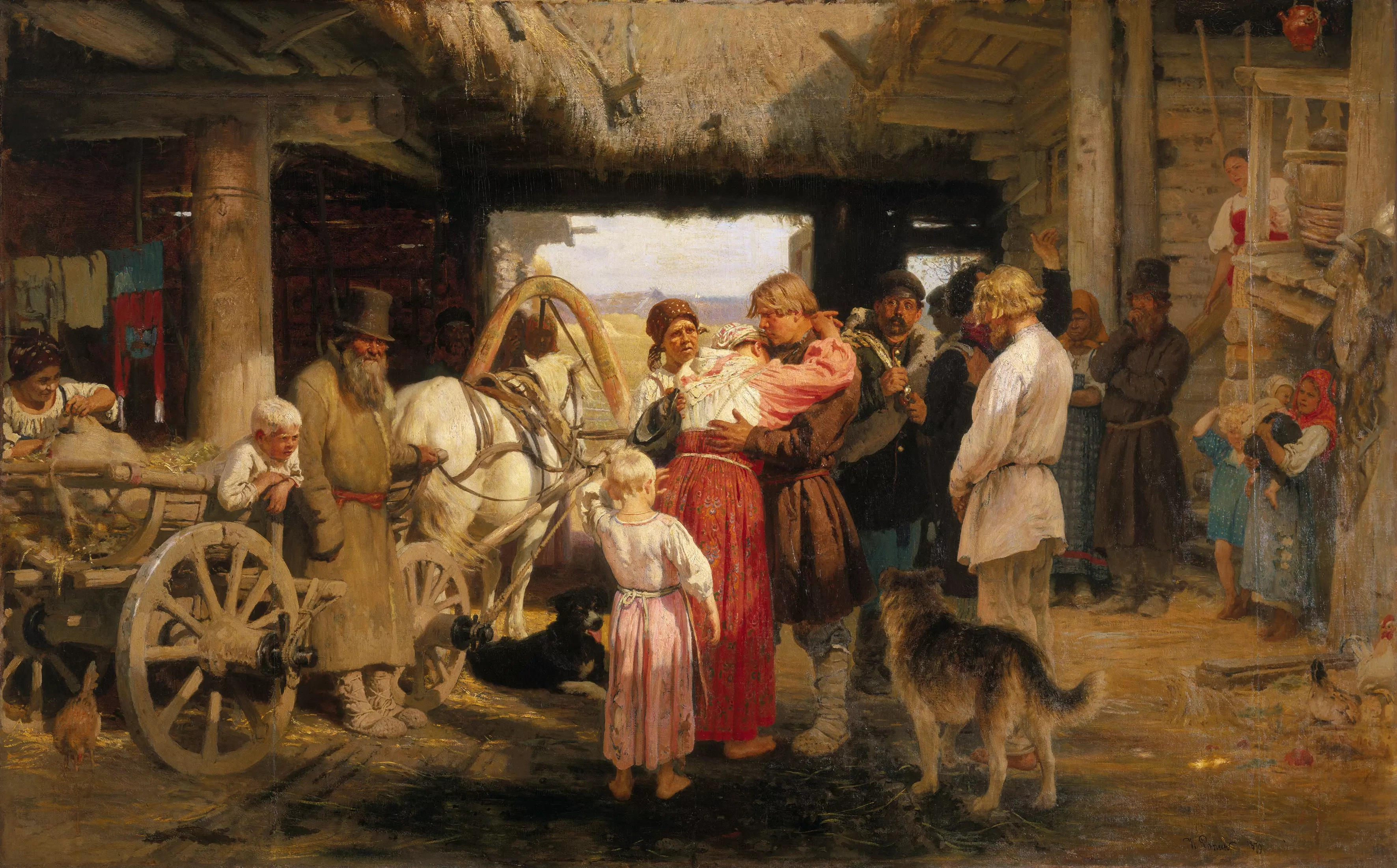
И Репин Проводы новобранца

Находившееся рядом в Абрамцевом, Быково стало в XIX веке объектом внимания художников "абрамцевского кружка". В Быкове работал над картиной "Проводы новобранца" И.Е.Репин. На картине изображен двор крестьянина Матвея Рахмановского, потомки которого до сих пор живут в Быкове.